# Endoxylina
Endoxylina es un género de hongos en la clase Sordariomycetes. Se desconoce la relación de este taxón con otros taxones de la clase (incertae sedis).